# Đặng Văn Chung
Giáo sư Đặng Văn Chung (sinh ngày 8 tháng 3 năm 1913 - mất năm 1999) là bác sĩ nội khoa tiêu biểu của nền y học Việt Nam thời hiện đại. Ông đã được truy tặng Giải thưởng Hồ Chí Minh về Khoa học y - dược vào năm 2000.

## Tiểu sử
Đặng Văn Chung sinh năm 1913 tại thị xã Sa Đéc, tỉnh Sa Đéc (nay là thành phố Sa Đéc, tỉnh Đồng Tháp). Thuở nhỏ, ông theo học tại Trường Trung học Chasseloup-Laubat tại Sài Gòn, sau đó thi đỗ vào Trường Y Dược toàn cấp Đông Dương vào năm 1933. Năm 1937, ông thi đỗ kỳ thi tuyển bác sĩ nội trú của Bệnh viện Bạch Mai. Ông cũng là một trong các bác sĩ đã cùng với Giáo sư Hồ Đắc Di rời Hà Nội lên xây dựng trường Y Dược kháng chiến tại làng Ải, huyện Chiêm Hóa, tỉnh Tuyên Quang thuộc vùng rừng núi Việt Bắc trong những ngày Toàn quốc kháng chiến năm 1946 nhằm duy trì hoạt động dạy học cũng như phục vụ cho kháng chiến.
Ngày 7 tháng 10 năm 1947, chỉ một ngày sau lễ khai giảng của trường, quân đội Pháp tấn công Việt Bắc. Trước tình thế bắt buộc, các bác sĩ cùng gia đình và sinh viên của trường phải rời trường lánh vào rừng sâu. Sau một thời gian lùng sục, quân Pháp phát hiện được nơi trú ẩn và kêu gọi các bác sĩ trở về Hà Nội làm việc, nếu không thì sẽ nguy hiểm đến tính mạng. Trong phút giây nguy cấp, bác sĩ Đặng Văn Chung đành phải cùng gia đình trở về Hà Nội, quay về làm việc tại trường Y trong vùng do Pháp quản lý. Năm 1952, ông sang Paris thi lấy bằng thạc sĩ y khoa, học vị cao nhất trong ngành y lúc bấy giờ.
Sau ngày Hà Nội được giải phóng, theo đề nghị của Giáo sư Hồ Đắc Di và Giáo sư Tôn Thất Tùng, ông được bổ nhiệm làm Phó Hiệu trưởng Trường Đại học Y Dược Hà Nội kiêm Chủ nhiệm Khoa Nội Bệnh viện Bạch Mai. Tuy nhiên, mấy năm sau Đặng Văn Chung đã xin thôi chức Phó Hiệu trưởng mà chỉ đảm nhiệm chức vụ Chủ nhiệm Bộ môn Nội của trường để chuyên tâm vào việc giảng dạy và khám chữa bệnh.
Trong thời gian diễn ra các cuộc Chiến tranh phá hoại miền Bắc của quân đội Mỹ vào năm 1972, ông đã ở lại thành phố để chữa trị cho các bệnh nhân nguy kịch tại Bệnh viện Bạch Mai, cấp cứu chiến thương cho người dân sau các đợt ném bom của không quân Mỹ nhắm vào thủ đô Hà Nội cũng như dành thời gian để nghiên cứu khoa học.
Trong 60 năm cống hiến cho đất nước, Giáo sư Đặng Văn Chung cũng từng được giao đảm nhiệm chức vụ Phó Chủ tịch Hội đồng Khoa học Kỹ thuật của Bộ Y tế cũng như Chủ tịch Hội Nội khoa Việt Nam. Ông cũng là người đầu tiên xây dựng nên ngành Tim mạch học Việt Nam mà ngày nay đã trở thành Viện Tim mạch Quốc gia. Năm 1979, ông về công tác tại Ban bảo vệ sức khỏe Thành phố Hồ Chí Minh làm Cố vấn chuyên môn của Bệnh viện Nguyễn Trãi. Ngày 24 tháng 2 năm 1999, ông qua đời tại Hà Nội vì bệnh nan y, an táng tại Nghĩa trang Mai Dịch.

## Kỹ năng chuyên môn
Giáo sư Đặng Văn Chung là một nhà lâm sàng học uyên bác. Dựa vào khối lượng kiến thức có được, qua những lần thăm khám bệnh nhân chỉ với những dụng cụ thô sơ, những xét nghiệm đơn giản ông cũng có thể phát hiện được nhiều loại bệnh khó, những loại bệnh mà ngày nay phải nhờ đến những phương tiện xét nghiệm hiện đại mới chẩn đoán được. Ông là người đầu tiên ở Đông Dương đã phát hiện ra bệnh hypolycémie tumorale, còn gọi là bệnh hạ đường huyết do u tụy, chỉ sau một lần xem qua triệu chứng của bệnh nhân. Đặng Văn Chung cũng đã phát hiện lần đầu tiên ở Việt Nam nhiều chứng bệnh khác như bệnh gút (goutte), bệnh u ở tuyến thượng thận (phéochromocytome), bệnh Seckel, bệnh mất mạch (còn gọi là bệnh Takoyashu),...
| “                        | Đừng quá tin vào máy móc; chẩn đoán phải dựa trên những dấu hiệu sát thực, chính xác, đầy đủ nhất; không được dựa trên cảm giác, cảm tính, phải bám sát theo dõi bệnh nhân đến cùng. | ” |
| — Giáo sư Đặng Văn Chung | |   |

## Công việc nghiên cứu
Trong những năm đầu sau khi giải phóng Hà Nội, Đặng Văn Chung đã bắt tay vào việc biên soạn các bộ giáo trình đại học Bệnh học nội khoa và Điều trị học cũng như chỉ đạo Bộ môn Nội của Đại học Y Hà Nội biên soạn cuốn Triệu chứng học nội khoa. Ông cũng tham gia cộng tác với Giáo sư Trương Công Quyền để biên soạn tác phẩm Tra cứu y - dược.

### Sách đã xuất bản[5]
1. Bệnh học Nội khoa (2 tập, 1956) - Nhà xuất bản Y học, Nhà xuất bản Thể dục Thể thao
2. Điều trị học Nội khoa (2 tập, 1971) - Nhà xuất bản Y học
3. Sách tra cứu Y Dược (2 tập 1973 và 1976) (với Trương Công Quyền) - Nhà xuất bản Y học, Nhà xuất bản Thể dục Thể thao
4. Cẩm nang cho các bộ Y tế cơ sở (2 tập, 1985) - Nhà xuất bản Y học
5. Điều trị học (2 tập, 1970) - Nhà xuất bản Y học, Nhà xuất bản Thể dục Thể thao
6. Giải đáp bệnh Tim mạch (2000) - Nhà xuất bản Y học

## Danh hiệu, giải thưởng
Lúc sinh thời, Giáo sư Đặng Văn Chung đã được Đảng Cộng sản Việt Nam cũng như Nhà nước Việt Nam tặng thưởng nhiều huân chương, danh hiệu cao quý:
- Huân chương Độc lập hạng ba
- Huân chương Lao động hạng nhất
- Huân chương Kháng chiến chống Mỹ hạng nhất
- Danh hiệu Thầy thuốc Nhân dân
- Danh hiệu Nhà giáo Nhân dân

Năm 2000, Nhà nước Việt Nam đã truy tặng ông Giải thưởng Hồ Chí Minh về Khoa học y - dược cho Cụm công trình nghiên cứu nội khoa của ông một năm sau khi ông qua đời.

## Đánh giá
| “                       | Tôi không thể yên tâm mổ tim mà không có chẩn đoán của Giáo sư Đặng Văn Chung. | ” |
| — Giáo sư Tôn Thất Tùng |                                                                                |   |

| “                                                                  | Giáo sư Đặng Văn Chung là một nhà lâm sàng học kỳ tài, uyên bác. Bằng bàn tay, khối óc, phối hợp với các dụng cụ y học thô sơ, một số xét nghiệm thông thường, Giáo sư đã chẩn đoán, phát hiện nhiều loại bệnh khó mà ngày nay phải nhờ đến những phương tiện cao cấp, hiện đại mới tìm được. | ” |
| — Giáo sư - Tiến sĩ Ngô Quý Châu - Phó Giám đốc Bệnh viện Bạch Mai | |   |